# 人生を楽しめ
『人生を楽しめ』（じんせいをたのしめ、ドイツ語: Freuet Euch des Lebens）作品340は、ヨハン・シュトラウス2世が作曲したウィンナ・ワルツ。

## 楽曲解説

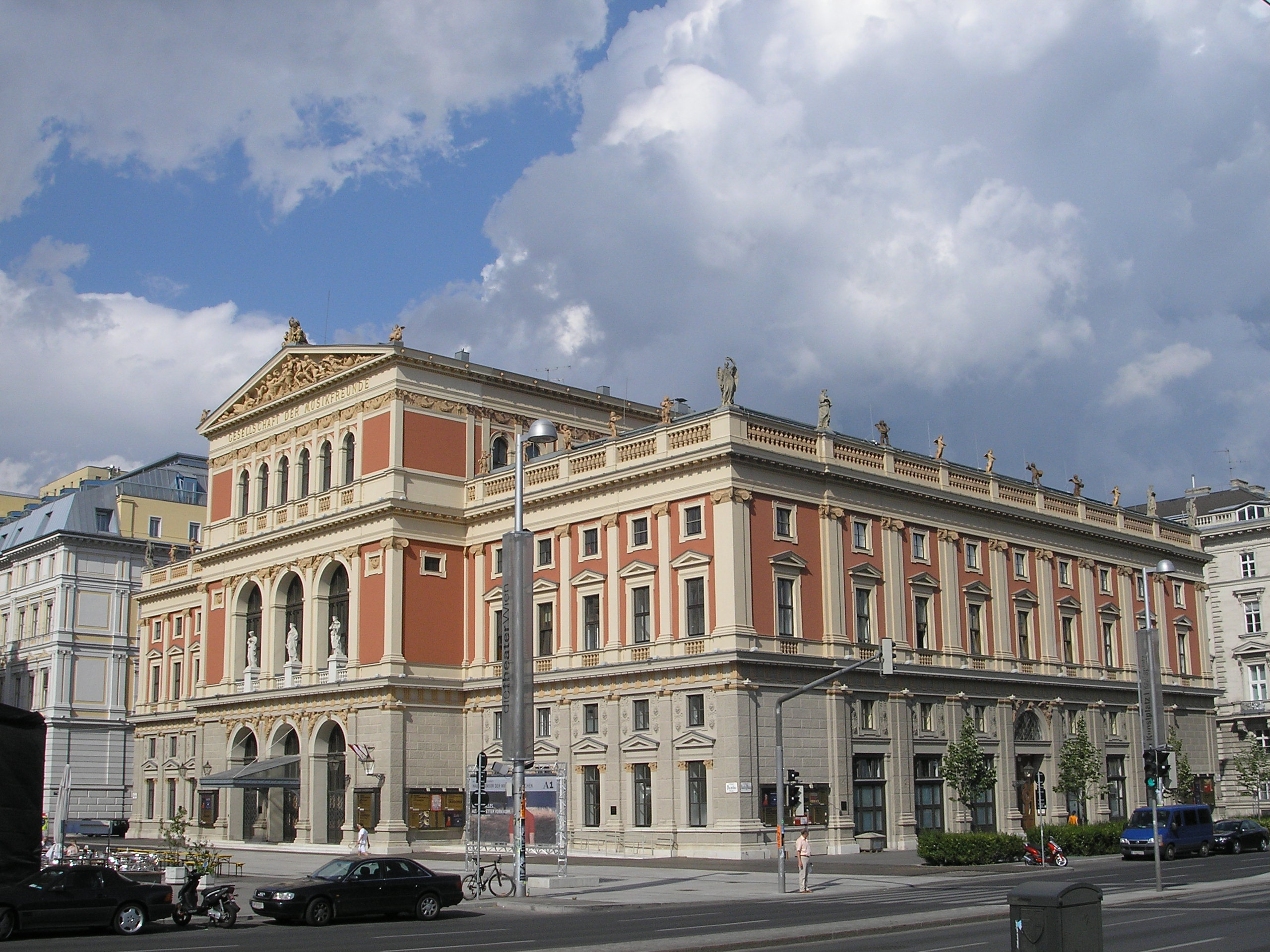
ウィーン楽友協会。ウィーンフィル・ニューイヤーコンサートが開催される場所としても有名

1870年1月5日、皇帝フランツ・ヨーゼフ1世臨席のもとでウィーン楽友協会の落成式が執り行われた。1月15日に開場記念舞踏会が黄金ホールで開催され、そこでシュトラウス3兄弟はそれぞれ新作を披露した。ヨーゼフ・シュトラウスはポルカ・フランセーズ『芸術家の挨拶』を披露し、エドゥアルト・シュトラウス1世はポルカ・マズルカ『氷の花』を披露し、そして長兄のワルツ王ヨハン・シュトラウス2世はこのワルツ『人生を楽しめ』を披露したのであった。
ヨハン2世の音楽家生活50周年の祝賀作品として1894年に制作されたバレエ『ウィーン巡り』にも、このワルツの一部分が登場する。ヨーゼフ・バイヤーが作曲したこのバレエには計27曲のシュトラウス音楽が登場しており、そのうちのひとつという扱いである。同じくヨハン2世の音楽家生活50周年の祝賀作品として弟エドゥアルトが作曲した、ヨハン2世の代表作メドレー『ヨハン・シュトラウスのワルツによる花冠』（作品292）にも使用されている。

## 構成
序奏、5つの小ワルツ、コーダからなる。
第1ワルツ

第2ワルツ

第5ワルツ
なお、第5ワルツの一部は、のちにグスタフ・マーラーが交響曲第9番の第1楽章に借用している。

## ニューイヤーコンサート

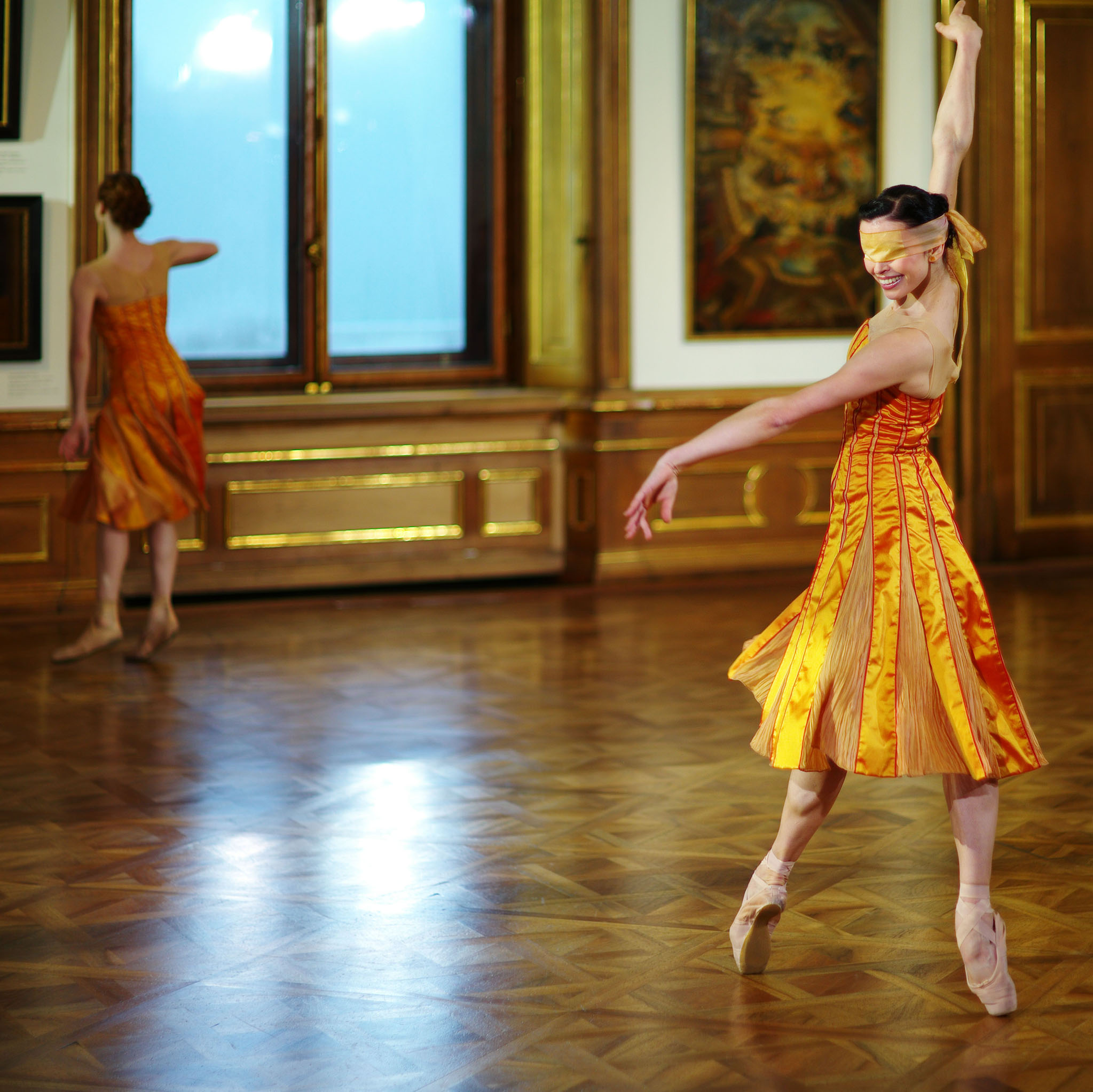
2012年放映のバレエシーン

ウィーンフィル・ニューイヤーコンサートへの登場は以下の通りである。
- 1947年 - ヨーゼフ・クリップス指揮
- 1962年 - ヴィリー・ボスコフスキー指揮
- 1974年 - ヴィリー・ボスコフスキー指揮
- 1988年 - クラウディオ・アバド指揮
- 1997年 - リッカルド・ムーティ指揮
- 2008年 - ジョルジュ・プレートル指揮
- 2012年 - マリス・ヤンソンス指揮、バレエ付き

## 関連作品
- ポルカ・フランセーズ『芸術家の挨拶』 - 弟ヨーゼフの作品。（作品274）
- ポルカ・マズルカ『氷の花』 - 弟エドゥアルトの作品。（作品55）